# Cape Town (serial telewizyjny)
Cape Town – serial telewizyjny wyprodukowany w południowoafrykańsko-niemieckiej wersji telewizyjnej, oparty na powieści Dead before dying autora Deona Meyera.
Seria jest produkowana przez niemiecką firmę all-in-production, której szef Annette Reeker kupił prawa na 5 lat przed rozpoczęciem produkcji. Wyprodukowane bez wsparcia kanału telewizyjnego, Reeker sfinansowała serię z prywatnymi zarobkami w wysokości około 6 milionów euro i samodzielnie pisała epizody, a angielski pisarz Mark Needham tłumaczył je z niemieckiego na angielski. Światowa premiera serii została zaplanowana na 23 czerwca 2016 roku na polskim kanale TVN player.pl.

## Fabuła
Cop Mat Joubert jest zdruzgotany po zabójstwie żony, która również pracowała dla policji. Teraz spędza czas pijąc i kontemplując samobójstwo. Kiedy wraca do pracy, Mat odkrywa, że został partnerem nowego kolegi i musi zbadać morderstwa kilku mężczyzn, wszystkich zastrzelonych tą samą niemiecką bronią. Tymczasem, w innych miejscach w Kapsztadzie, młode modelki są narkotyczne, gwałcone i mordowane.

## Obsada
- Trond Espen Seim jako Mat Joubert
- Boris Kodjoe jako Sanctus Snook
- Arnold Vosloo jako Robin van Rees
- Marcin Dorociński jako Christian Coolidge
- Axel Milberg jako Norbert Wernicke
- Jessica Haines jako Hanna Nortier
- Isolda Dychauk jako Irena Krol
- Jody Abrahams jako Bart de Wit
- Ian Roberts jako Gerbrand Vos
- Nandi Horak jako Rosina Windburg